# O Título de Totonicapán
O Título de Totonicapán (em espanhol El Título de Totonicapán) é uma obra escrita em língua quiché, originalmente escrita em 1554, de autor desconhecido, apesar de haver quem defenda que o seu autor seria Diego Reynoso. Trata-se de um texto em que a cosmovisão e história indígenas são descritas em termos cristãos e indígenas. Um exemplo é o relato da utilização de poderes mágicos (nagualismo) pelos quichés nos campos de batalha.
A primeira tradução data de 1834 feita por Dionisio José Chonay a qual seria encontrada por Brasseur de Bourbourg em 1860, e levada por este para Biblioteca Nacional da França, onde seria novamente redescoberta por Adrián Recinos em 1950 sendo então publicada. 
Em 1973 o investigador maianista Robert M. Carmack da Universidade Nacional Autónoma do México teve acesso ao manuscrito original, que lhe foi facultado pelo alcaide de Totonicapán que era o fiel depositário do documento. A análise dos textos originais permitiu concluir que a tradução de Chonay integralmente publicada por Recinos era incorrecta. Foi feita nova tradução directamente do quiché por Robert Carmack e James L. Mondloch publicada em 1983 pelo Centro de Estudos Maias da Universidade Nacional Autónoma do México.
1. ↑  Beyond Rainstorms: The Kawak as an Ancestor, Warrior, and Patron of Witchcraft, JOANNE M. SPERO, University of Texas at Austin